# Sven Forssman
Sven Forssman (12 settembre 1882 – 1º marzo 1919) è stato un ginnasta svedese.

## Palmarès

### Olimpiadi
- Oro a Londra 1908 nel concorso a squadre.